# Bula Quo Live! - World Tour 2013/14 (Live At the London 02)
Bula Quo Live! - World Tour 2013/14 (Live At the London 02) è un album dal vivo della rock band inglese Status Quo, pubblicato nel novembre del 2013.

## Il disco
Questo CD è stato messo in vendita sul posto a partire da 10 minuti dalla fine del concerto, oppure su prenotazione e spedizione per posta.

## Tracce
Disco 1
1. Caroline – 6:23 (Rossi, Young)
2. Paper Plane – 3:29 (Rossi, Young)
3. Hold You Back – 3:38 (Rossi, Parfitt, Young)
4. Rain – 8:04 (Parfitt)
5. Looking Out For Caroline – 3:37 (Rossi, Young)
6. GoGoGo – 4:43 (Parfitt, Morris)
7. Rock 'n' Roll 'n' You – 3:19 (Rossi, Bown)
8. Beginning of the End – 3:21 (Rossi, Edwards)
9. Proposin' Medley – 12:51 (Status Quo)
10. The Oriental – 4:59 (Rossi, Edwards)
11. Creepin' Up On You – 4:54 (Edward, Parfitt)
12. In the Army Now – 4:34 (Bolland, Bolland)

Disco 2
1. Drum Solo/The Caveman – 2:25 (Cave)
2. Roll Over Lay Down – 5:46 (Coghlan, Parfitt, Lancaster, Rossi, Young)
3. Down Down – 6:20 (Rossi, Young)
4. Whatever You Want – 5:20 (Bown, Parfitt)
5. Rockin' All Over the World – 5:48 (Fogerty)
6. Burning Bridges – 3:58 (Rossi, Bown)
7. Junior's Wailing – 2:05 (Pugh, White)
8. Rock 'n' Roll Music/Bye Bye Johnny – 6:22 (Chuck Berry)

## Formazione
- Francis Rossi (chitarra solista, voce)
- Rick Parfitt (chitarra ritmica, voce)
- Andy Bown (tastiere, armonica a bocca, chitarra, cori)
- John 'Rhino' Edwards (basso, chitarra, voce)
- Leon Cave (percussioni)